# Alexander Granach
Alexander Granach (18 de abril de 1893 - 14 de marzo de 1945) fue un popular actor cinematográfico alemán, activo en las décadas de 1920 y 1930.

## Biografía
Su verdadero nombre era Jessaja Granach, y nació en Werbowitz (Wierzbowce/Werbiwci), Austria Hungría, en la región de Galitzia, actualmente Verbivtsi, en el Óblast de Ivano-Frankivsk de Ucrania. De padres judíos, desarrolló su instinto teatral en el célebre Volksbühne de Berlín. 
Granach se inició en el cine en 1922. Entre sus filmes mudos más conocidos figura el clásico de vampiros Nosferatu, eine Symphonie des Grauens (1922), en el cual encarnaba a Knock. Además trabajó en algunos de los primeros grandes éxitos sonoros del cine alemán, como fue el caso de Kameradschaft (1931). 
Granach, que era judío, hubo de huir a la Unión Soviética cuando Hitler llegó al poder. Cuando la Unión Soviética dejó de ser hospitalaria, se asentó en Hollywood, California, rodando su primer film estadounidense, la cinta de Ernst Lubitsch Ninotchka, en 1939. Granach se hizo indispensable para las grandes productoras durante la Segunda Guerra Mundial, encarnando con efectividad a nazis (fue Julius Streicher en The Hitler Gang) y leales antifascistas. Quizás su papel más destacado fue el del Inspector de la GESTAPO Alois Gruber en la película de Fritz Lang Los verdugos también mueren (1943). Su última actuación tuvo lugar en la cinta de MGM The Seventh Cross (1944), en la cual gran parte del elenco estaba constituido por destacados refugiados europeos.
Alexander Granach falleció el 14 de marzo de 1945 en Nueva York, Estados Unidos, a causa de una embolia pulmonar tras haber sido sometido a una apendicectomía. Fue enterrado en el Cementerio Montefiore de Nueva York. La autobiografía de Granach, There Goes an Actor (1945), se reeditó en 2010 con un nuevo título, From the Shtetl to the Stage: The Odyssey of a Wandering Actor. Su hijo, Gad Granach, vivió en Jerusalén y escribió sus propias memorias con muchas referencias a su padre.

## Filmografía
- Lucrezia Borgia (1922)
- Nosferatu, eine Symphonie des Grauens (1922), de Friedrich Wilhelm Murnau
- Erdgeist (1923)
- Paganini (1923), de Heinz Goldberg
- Der Mensch am Wege (1923)
- Schatten - Eine nächtliche Halluzination (1923), de Arthur Robison
- I.N.R.I. (1923), de Robert Wiene
- Ein Sommernachtstraum (1924)
- Qualen der Nacht (1926)
- Svengali (1927)
- Die berühmte Frau (1927)
- Das letzte Fort (1928)
- Großstadtschmetterling (1928)
- Die letzte Kompagnie (1930)
- Danton (1931)
- Der Raub der Mona Lisa (1931)
- Kameradschaft (1931)
- 1914, die letzten Tage vor dem Weltbrand (1931), de Richard Oswald
- Bortsy (1936)
- Ninotchka (1939)
- So Ends Our Night (1941)
- A Man Betrayed (1941)
- Joan of Paris (1942), de Robert Stevenson
- Los verdugos también mueren (1943)
- Por quién doblan las campanas (1943)
- The Seventh Cross (1944)
- The Hitler Gang (1945)